# Pajęczynowiec złotawy

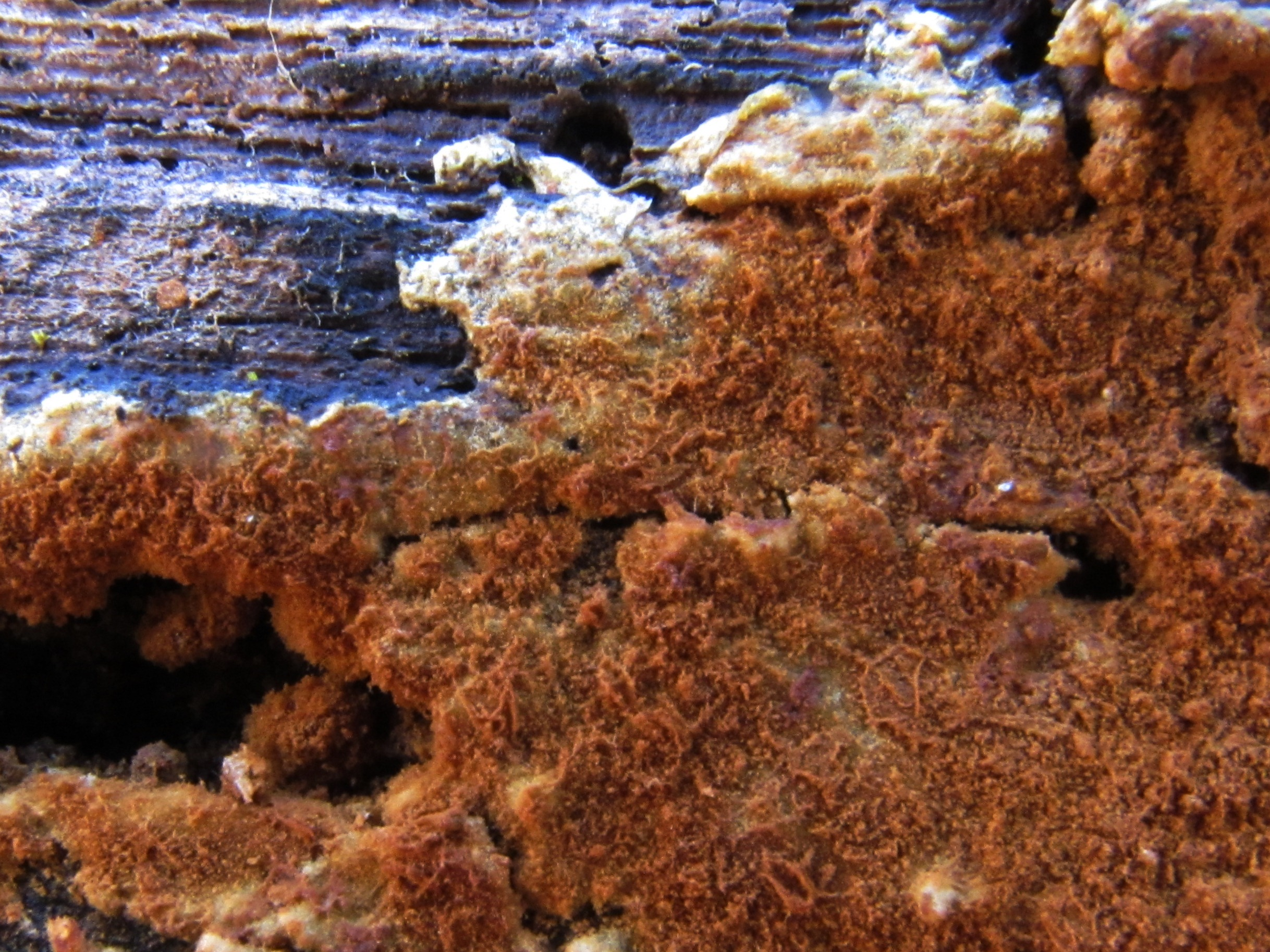

Pajęczynowiec złotawy (Botryobasidium aureum Parmasto) – gatunek grzybów z rodziny pajęczynowcowatych (Botryobasidiaceae).

## Systematyka i nazewnictwo
Pozycja w klasyfikacji według Index Fungorum: Botryobasidium, Botryobasidiaceae, Cantharellales, Incertae sedis, Agaricomycetes, Agaricomycotina, Basidiomycota, Fungi.
Ma około 30 synonimów. Niektóre z nich
- Acladium dubium S. Hughes 1958
- Alysidium dubium (S. Hughes) M.B. Ellis 1971
- Haplotrichum aureum (Pers.) Hol.-Jech. 1976
- Haplotrichum dubium (Pers.) W.A. Baker & Partr. 2001

Anamorfa: Haplotrichum aureum.
Nazwę polską zaproponował Władysław Wojewoda w 2003 r.

## Morfologia
Owocnik
Grzyb poliporoidalny o owocniku rozpostartym, bardzo cienkim (0,04 – 0,1 mm), początkowo siatkowatym, błonkowatym, pod lupą 20 × pajęczynowatym, potem coraz bardziej gęstym, o barwie od białawej do żółtawej.
Cechy mikroskopowe
System strzępkowy monomityczny. Strzępki o średnicy 5–10 μm i ścianach grubości do 1 μm, bezbarwne, septowane, w subikulum luźno splecione. Brak cystyd. Podstawki wrzecionowate lub prawie cylindryczne, w nasadzie lekko zwężone, bez sprzążki bazalnej, o rozmiarach 14–18 × 7–9 μm, z 6 sterygmami. Zarodniki gładkie, cienkościenne, łódkowate z wyraźnym szczytem, o rozmiarach 8–9,5 × 4–4,5 μm, nieamyloidalne.
Anamorfa tworzy jasnobrązowe zarodniki konidialne o cytrynowatym kształcie, z obciętymi szczytami, o rozmiarach 18–27 × 9–14 μm i ścianie grubości do 1 μm. Powstają w długich i rozgałęzionych łańcuchach na szczycie konidioforów, lub na ich bocznych odgałęzieniach.

## Występowanie
Po raz pierwszy opisany został w Armenii. Obecnie znane jest jego występowanie w Gruzji, Armenii i Azerbejdżanie oraz w Europie, gdzie jest szeroko rozprzestrzeniony. W piśmiennictwie naukowym na terenie Polski do 2003 r. podano 5 stanowisk. Dokładne rozprzestrzenienie w Polsce nie jest znane.
Saprotrof żyjący na martwym drewnie wielu gatunków drzew i krzewów, zarówno iglastych, jak liściastych.